# Menipea retroversa
Menipea retroversa is een mosdiertjessoort uit de familie van de Candidae. De wetenschappelijke naam van de soort is voor het eerst geldig gepubliceerd in 1900 door Maplestone.